# Барасо
Барасо (итал. Barasso) је насеље у Италији у округу Варезе, региону Ломбардија.
Према процени из 2011. у насељу је живело 1620 становника. Насеље се налази на надморској висини од 409 м.

## Становништво
Према резултатима пописа становништва 2011. у општини је живело 1.710 становника.
| 1931. | 1936. | 1951. | 1961. | 1971. | 1981. | 1991. | 2001. | 2011. |
| ----- | ----- | ----- | ----- | ----- | ----- | ----- | ----- | ----- |
| 851   | 818   | 1.032 | 1.149 | 1.318 | 1.524 | 1.636 | 1.696 | 1.710 |